# Чемпионат СССР по дзюдо 1974
2-й Чемпионат СССР по дзюдо прошёл в Риге 26-28 июля 1974 года.

## Медалисты
| Весовая категория          | Золото                                      | Серебро                                       | Бронза                                                                           |
| -------------------------- | ------------------------------------------- | --------------------------------------------- | -------------------------------------------------------------------------------- |
| Лёгкий вес (до 63 кг)      | Геннадий Ившин «Динамо» (Челябинск)         | Шенгели Пицхелаури Вооружённые Силы (Тбилиси) | Амиран Обгаидзе «Колмеурне» (Тбилиси) Иса Темирбулаев «Локомотив» (Грозный)      |
| Полусредний вес (до 70 кг) | Валерий Двойников «Локомотив» (Киев)        | Аристотель Спиров «Урожай» (Майкоп)           | Абесалом Циклаури Вооружённые Силы (Тбилиси) Владимир Невзоров «Урожай» (Майкоп) |
| Средний вес (до 80 кг)     | Андрей Цюпаченко «Динамо» (Москва)          | Гурам Гоголаури Вооружённые Силы (Тбилиси)    | Алексей Волосов «Труд» (Электросталь) Абдулгаджи Баркалаев «Гантиади» (Тбилиси)  |
| Полутяжёлый вес (до 93 кг) | Рамаз Харшиладзе Вооружённые Силы (Тбилиси) | Тенгиз Хубулури «Буревестник» (Гори)          | Виктор Бетанов «Динамо» (Челябинск) Валерий Рухледев «Динамо» (Одесса)           |
| Тяжёлый вес (до 93 кг)     | Сергей Новиков «Динамо» (Киев)              | Шота Чочишвили «Буревестник» (Гори)           | Джибило Нижарадзе «Динамо» (Тбилиси) Виктор Видончиков «Динамо» (Рига)           |
| Открытый вес               | Джибило Нижарадзе «Динамо» (Тбилиси)        | Авель Казаченков Вооружённые Силы (Москва)    | Шота Чочишвили «Буревестник» (Гори) Юрий Кожарский «Буревестник» (Минск)         |